# Acropora maryae
Acropora maryae е вид корал от семейство Acroporidae.

## Разпространение и местообитание
Видът е разпространен в Джибути, Египет, Еритрея, Йемен, Израел, Йордания, Саудитска Арабия и Судан.
Среща се на дълбочина около 7 m, при температура на водата около 25,4 °C и соленост 40,4 ‰.

## Описание
Популацията им е намаляваща.